# Simone Aldrovandi
Simone Aldrovandi (* 2. April 1994 in Carpi) ist ein italienischer Fußballspieler.

## Karriere
Aldrovandi begann seine Profikarriere beim italienischen Zweitligisten FC Modena. Hier wurde er einmal beim Pokalspiel gegen Chievo Verona eingesetzt, in der Liga bekam er jedoch keinen Einsatz. 2013 wechselte er dann zum Erstligisten Chievo Verona. Auch hier hatte er jedoch im darauffolgenden Jahr keine Ligaeinsätze. 2014 wurde er für ein Jahr an SPAL Ferrara verliehen, wo er 13 Partien in der Serie C bestritt. Im Juli 2015 kehrt er schließlich zum FC Modena zurück, für den er seitdem spielt. Er hat einen Vertrag bis Sommer 2018.